# Lianshui
Der Kreis Lianshui (涟水县; Pinyin: Liánshuǐ Xiàn) ist ein Kreis der bezirksfreien Stadt Huai’an in der chinesischen Provinz Jiangsu. Er hat eine Fläche von 1.677 Quadratkilometern und zählt 859.787 Einwohner (Stand: Zensus 2010). Sein Hauptort ist die Großgemeinde Liancheng (涟城镇).

## Administrative Gliederung
Auf Gemeindeebene setzt sich der Kreis aus siebzehn Großgemeinden und zwei Gemeinden zusammen. 